# Cabimas (municipalité)
Pour les articles homonymes, voir Cabimas.
Cabimas est l'une des 21 municipalités de l'État de Zulia au Venezuela. Son chef-lieu est Cabimas. En 2011, la population s'élève à 263 056 habitants.

## Géographie

### Subdivisions
La municipalité est constituée de neuf paroisses civiles avec chacune à sa tête une capitale (entre parenthèses) :
- Ambrosio (Cabimas) ;
- Carmen Herrera (Cabimas) ;
- Germán Ríos Linares (Cabimas) ;
- La Rosa (Cabimas) ;
- Jorge Hernández (Cabimas) ;
- Rómulo Betancourt (Cabimas) ;
- San Benito (Cabimas) ;
- Arístides Calvani (Palito Blanco) ;
- Punta Gorda (Punta Gorda).